# Welriekendedreef
De Welriekendedreef, Welriekende Dreef of Willeriekse Dreef (Frans: Drève de Willerieken), de bekendste dreef van België, is een boomrijke weg aan de rand van het Zoniënwoud nabij Brussel. Ze vormt de grens tussen het Brussels Hoofdstedelijk Gewest (gemeente Oudergem, waar ze bekend staat als Willeriekse Dreef, en de gemeente Watermaal-Bosvoorde) en het Vlaams Gewest (gemeente Overijse), waar de officiële straatnaam Welriekendedreef luidt. Naast de Welriekendedreef is er in het Zoniënwoud ook een Willeriekendreef (Frans: Drève de Bonne-Odeur) die van de kapel naar Bosvoorde loopt.
De naam Welriekende Dreef werd lange tijd gebruikt door de VRT-verkeersredactie als referentiepunt voor de aanduiding van de dagelijkse files op de Brusselse Ring R0. Vandaag gebruikt men bij de VRT-verkeersinformatie enkel nog gemeentenamen als referentiepunt zodat de naam Welriekende Dreef niet meer gebruikt wordt.
De Welriekendedreef vormt de verbinding tussen de woonkern Jezus-Eik van de gemeente Overijse en de woonkern met paardenrenbaan Groenendaal behorend tot de gemeente Hoeilaart. Deze weg werd veel gebruikt als sluiproute tussen afrit nummer 2 van de autosnelweg A4/E411 (Jezus-Eik) en de Brusselse Ring R0 om op die manier het Leonardkruispunt te vermijden. Het invoegende verkeer op de Brusselse Ring zorgde steevast voor files. Daarom werd in 1997 besloten om het kruispunt met de Brusselse Ring te sluiten, zodat er heden slechts verbinding is met de buitenring.
Aan de weg ligt de Kapel Onze-Lieve-Vrouw-Willerieken, een 19e-eeuws gebedhuis met een 15e-eeuwse voorganger. Onze-Lieve-Vrouw van Willerieken werd aangeroepen om bijstand af te smeken tegen koortsaanvallen.
Waar de naam Willerieken vandaan komt is onbekend. Sommigen vermoeden dat de naam verwijst naar de heerlijke geuren die het bos verspreidt dankzij de goedheid van Onze-Lieve-Vrouw van Willerieken.

## Fietstunnel Welriekendedreef
Tussen 2021 en 2023 werd de bestaande voetgangerstunnel van de Welriekendedreef onder de Brusselse Ring omgebouwd tot fietstunnel. In de vernieuwde tunnel werden twee kunstwerken verwerkt: een vergrote afdruk van een vliegend hert in de betonwand, en een abstracte muurschildering met witte en rode bosanemonen. Gelijktijdig sloot de gemeente Overijse de oprit voor autoverkeer van de dreef naar de Ring af. 